# Arwaburg
Die Arwaburg, Burg Arwa oder Burg Orava (slowakisch Oravský hrad, ungarisch Árva vára) ist eine Burganlage in der Region Orava im Norden der Slowakei.

## Lage und Beschreibung

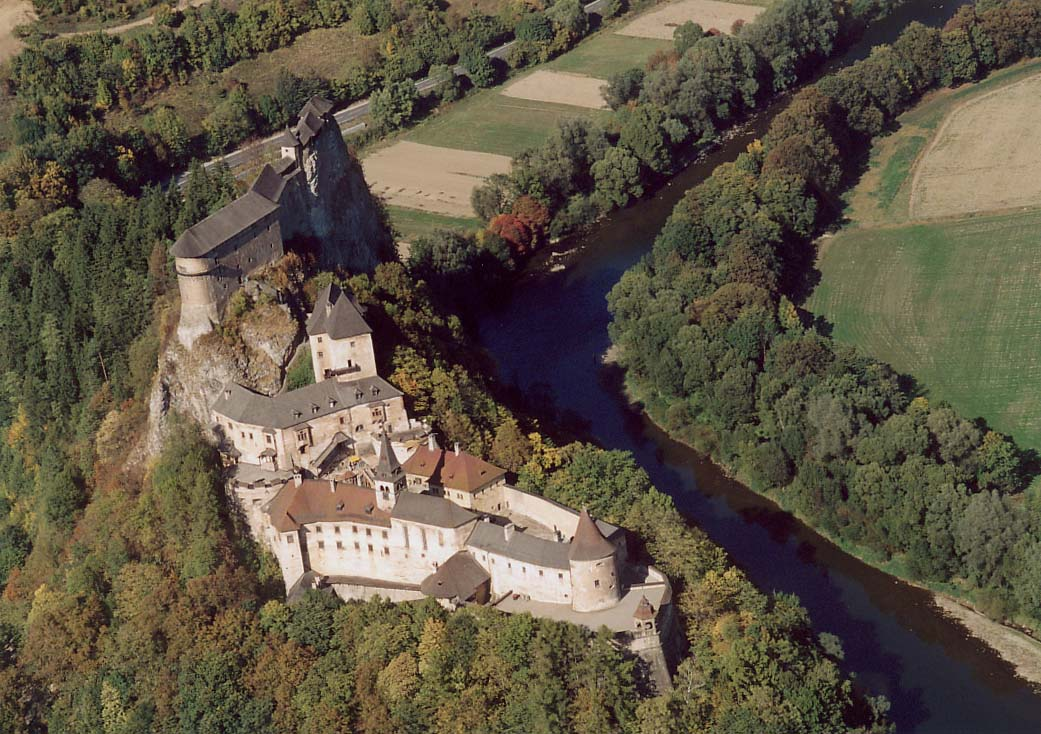
Luftbild

Die mittelalterliche Burg liegt auf einer steilen Felsklippe 112 Meter über der Wasserfläche der Orava (520 Meter über dem Meeresspiegel), in Oravský Podzámok, 10 Kilometer nordöstlich von Dolný Kubín.
Zum größten und ältesten Teil der Burg führen 754 Treppenstufen. Die Räumlichkeiten beherbergen historische Interieure, in einem Teil der Burg gibt es ein Museum mit über 13.000 Ausstellungsstücken. Durch den überragenden Blick auf den Fluss und die umgebenden Berggruppen wird die Burg als eine der schönsten Burgen der Slowakei bezeichnet.

## Geschichte

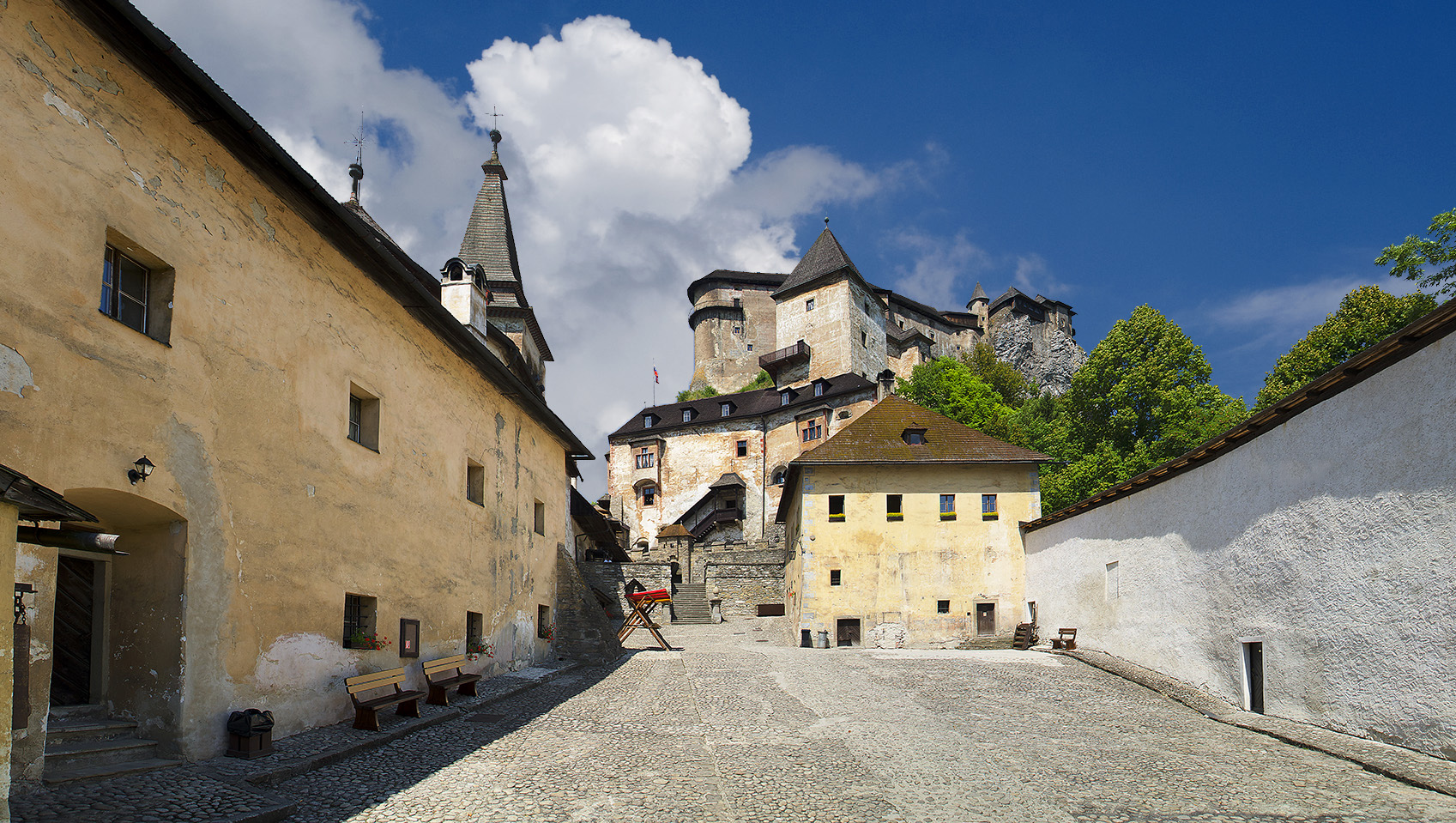
Blick vom Hof in der unteren Burg auf die mittlere und obere Burg

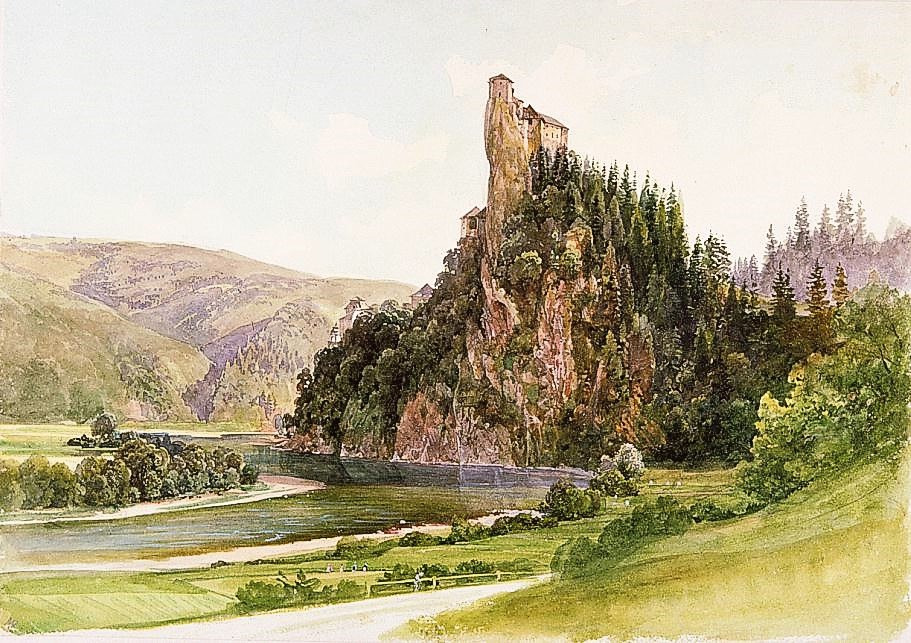
Arwaburg. Aquarell von Thomas Ender (um 1860)

Die Burg entstand schrittweise vom 13. bis zum 17. Jahrhundert, die Bauten wurden auf drei Terrassen des Felsens erbaut. Die genaue Entstehungsgeschichte liegt noch im Dunkeln, zum ersten Mal wurde die Burg 1267 als Arwa schriftlich erwähnt, als sie unter König Béla IV. königliches Gut wurde. 1298 war die Burganlage Besitz des Oligarchen Matthäus Csák, nach dessen Tod kam sie in die Hände des mächtigen Sohler Magisters Doncs, der 1333 während der Regierungszeit von Karl Robert von Anjou die Burg dem König zurückgab. In der Zeit der Hussitenkriege war sie Besitz von Stibor von Stiborice, gefolgt im Jahr 1441 durch den Polen Piotr Komorowski, der nicht nur die Arwaburg gegen die Hussiten erfolgreich verteidigte, sondern auch durch geschicktes Handeln den Titel des Gespans der Gespanschaft Arwa erreichen konnte. Komorowski leitete Ausbauarbeiten ein, musste die Burg aber 1474 für 8000 Gulden an König Matthias Corvinus veräußern, unter dem die Sanierungs- und Umbaumaßnahmen fortgesetzt wurden.
Nach dem Tod von Matthias’ außerehelichen Sohn Johann Corvinus ging die Burg 1505 an Johann Zápolya, der Peter und Nikolaus Kostka als Kastellanen ernannte. Nach der ungarischen Niederlage bei Mohács 1526 gegen die Osmanen, als Zápolya zum Thronkonkurrenten von Ferdinand I. von Österreich wurde, konnten die Brüder Kostka zunächst die Burg gegen kaiserliche Truppen erfolgreich verteidigen, liefen aber 1534 zum Kaiser über. Danach ernannte Ferdinand I. Johann von Dubovec zum Kastellanen, der den Ausbau der mittlerweile veralteten Burg und vor allem der Wehranlage einleitete. 1556 erhielt Franz Thurzo aus dem gleichnamigen Haus die Burg, unter dessen Herrschaft die Burgteile ihr heutiges Aussehen erhielten.
Das 17. sowie das frühe 18. Jahrhundert waren durch mehrere Standesaufstände gekennzeichnet: Während der Belagerung 1605 durch Stephan Bocskais Aufständische konnte sich die Garnison unter Georg Thurzo († 1616) behaupten, der ein Jahr später zum Grafen, Erbgespan der Gespanschaft Arwa und zum Palatin von Ungarn erhoben werde. Hier liegt auch seine Grabstätte. Durch den Tod von Georgs Sohn Emmerich starb 1621 das Haus Thurzo in männlicher Linie aus. Nach dem Tod von Emmerichs Mutter und Gattin von Georg Thurzo, Elisabeth Czobor (* 1572), im Jahr 1626 gründeten die Erben das sogenannte Compossessorat von Arwa, eine Art Gemeinbesitz mit einem Direktor, dessen Einkommen auf die Nachfahren aufgeteilt wurden.
Von 1653 bis zum Ende der Magnatenverschwörung war die Burg im Besitz der Familie Thököly, Emmerich Thökölys Vater Stephan II. Thököly starb am 23. November 1670 bei der Verteidigung seines Besitzes gegen die kaiserlich-österreichischen Truppen. Nur zwei Jahre später nahmen die Kuruzen unter der Führung von Gaspar Pika die Burg nach einer Verhandlung für sich. Bei der Wiedereroberung durch die kaiserliche Armee von Leopold I. wurden der Anführer und seine 24 Gesellen exekutiert. 1677 konnten Emmerich Thökölys Kuruzen die Burg erobern, bevor sie im selben Jahr kampflos an die Habsburger wieder zurückfiel. Thökölys Truppen belagerten die Burg erneut im Jahr 1683, die kaiserliche Garnison wehrte alle Angriffe bis zur Ankunft eines polnisch-litauischen Entsatzheers ab. Während der Kämpfe richtete das Entsatzheer verheerende Schäden in der Gespanschaft Arwa an.
Nach dem Ausbruch des Rákóczi-Aufstandes nahmen 1703 die Kuruzen die Burg für sich und hielten sie bis zum Frühling 1709, als sie nach einer monatelangen Belagerung die Burg unter dem Druck der Kaiserlichen, die den Erfolg in der Schlacht bei Trentschin 1708 nutzten, räumten. Danach war die Arwaburg schwer beschädigt und in den nächsten Jahrzehnten begrenzten sich Erhaltungsarbeiten nur auf das Notwendigste. Ein Großbrand im Jahr 1800 verwüstete weite Teile der Burganlage und ließ sie in einem ruinösen Zustand, doch der damalige Direktor des Compossessorats, Franz Zichy der Ältere, organisierte Sanierungs- und Erneuerungsarbeiten, die die Burg vom Verfall gerettet haben. 1868 wurde in der Burg ein Museum gegründet.
Während des Zweiten Weltkriegs, nach dem Ausbruch des Slowakischen Nationalaufstands, ließ sich eine NS-deutsche Garnison in der Burg nieder. Bei den Befreiungskämpfen im Jahr 1945 wurde die Burganlage beschädigt, im selben Jahr wurde das historische Compossessorat aufgelöst und verstaatlicht. 1953 begann eine Generalsanierung aller Burgteile, 1968 wurden zum 100. Jahrestag der Museumsgründung mehrere neue Ausstellungen des Heimatsmuseums feierlich eröffnet. Die Generalsanierung wurde 1977 abgeschlossen. Sanierungs- und Umbauarbeiten laufen im kleineren Umfang bis heute.

## Trivia
Für den ersten berühmten Vampirfilm, Friedrich Wilhelm Murnaus Nosferatu – Eine Symphonie des Grauens, wurden im Sommer 1921 Außen- und Innenaufnahmen der Burg und deren Umgebung für die Darstellung der Burg des Vampirs Graf Orlok verwendet.
Für den tschechoslowakisch-deutschen Film König Drosselbart von 1984 fanden Aufnahmen auf der Burg statt.
In dem auf den Büchern von Andrzej Sapkowski basierenden PC-Spiel The Witcher war die Arwaburg die Inspiration der Zeichner für die Burg Kaer Morhen, die Heimat der Hexer.
Für die Miniserie Dracula des Streamingdienstes  Netflix fanden 2019 Dreharbeiten auf der Arwaburg statt.